# Attenborosaurus

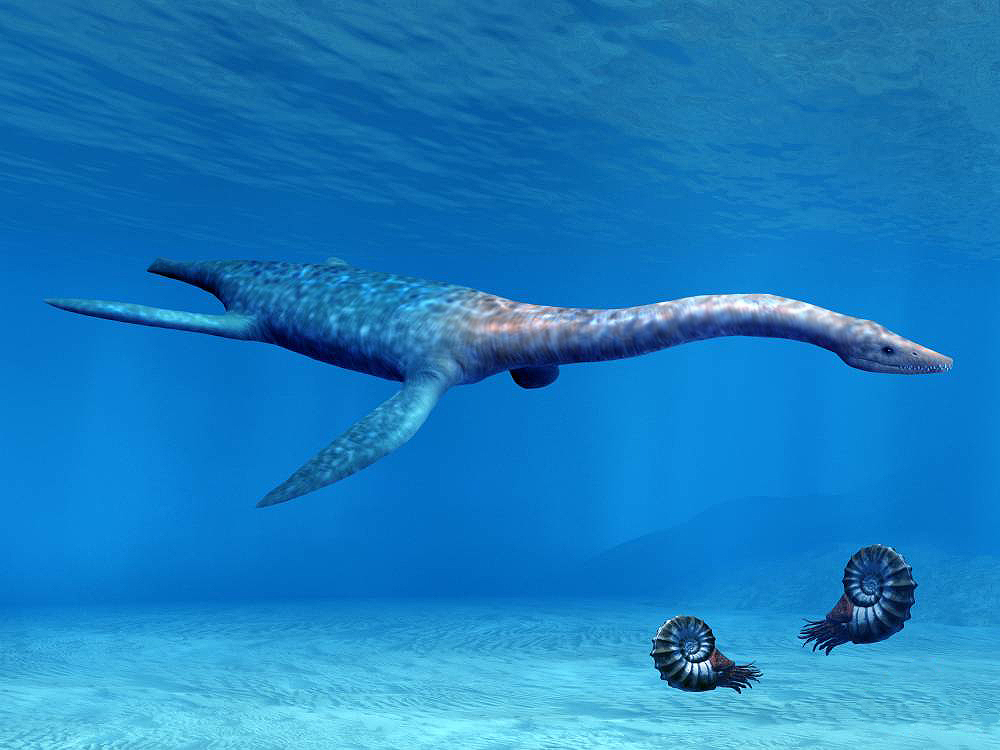
Weergave van hoe Attenborosaurus conybeari er mogelijk uitzag

Attenborosaurus conybeari is een lid van de Plesiosauria dat tijdens de vroege Jura leefde in het gebied van het huidige Engeland.

## Vondst en naamgeving
In 1880 werd nabij Charmouth in Dorset door Samuel Clarke bij het Blackven Water in een laag leisteen, daterend uit het middelste Sinemurien, het skelet gevonden van een plesiosauriër. Het werd toegevoegd aan de collectie van het Bristol Museum. In 1881 benoemde en beschreef de geoloog William Johnson Sollas dit als de soort Plesiosaurus Conybeari. De soortaanduiding eerde William Conybeare omdat die zestig jaar ervoor de Plesiosauria benoemd had en daarvoor nog nooit speciaal was geëerd in de nomenclatuur. Indertijd was het nog de gewoonte om soortaanduidingen vernoemd naar namen met een hoofdletter te spellen. In 1888 liet Sollas, die voor het Bristol Museum werkte en het origineel via crowdfunding voor het instituut verworven had, een afgietsel maken voor het British Museum, wat achteraf een gelukkige zaak bleek toen het origineel op 24 november 1940 door een Duits bombardement vernietigd werd.

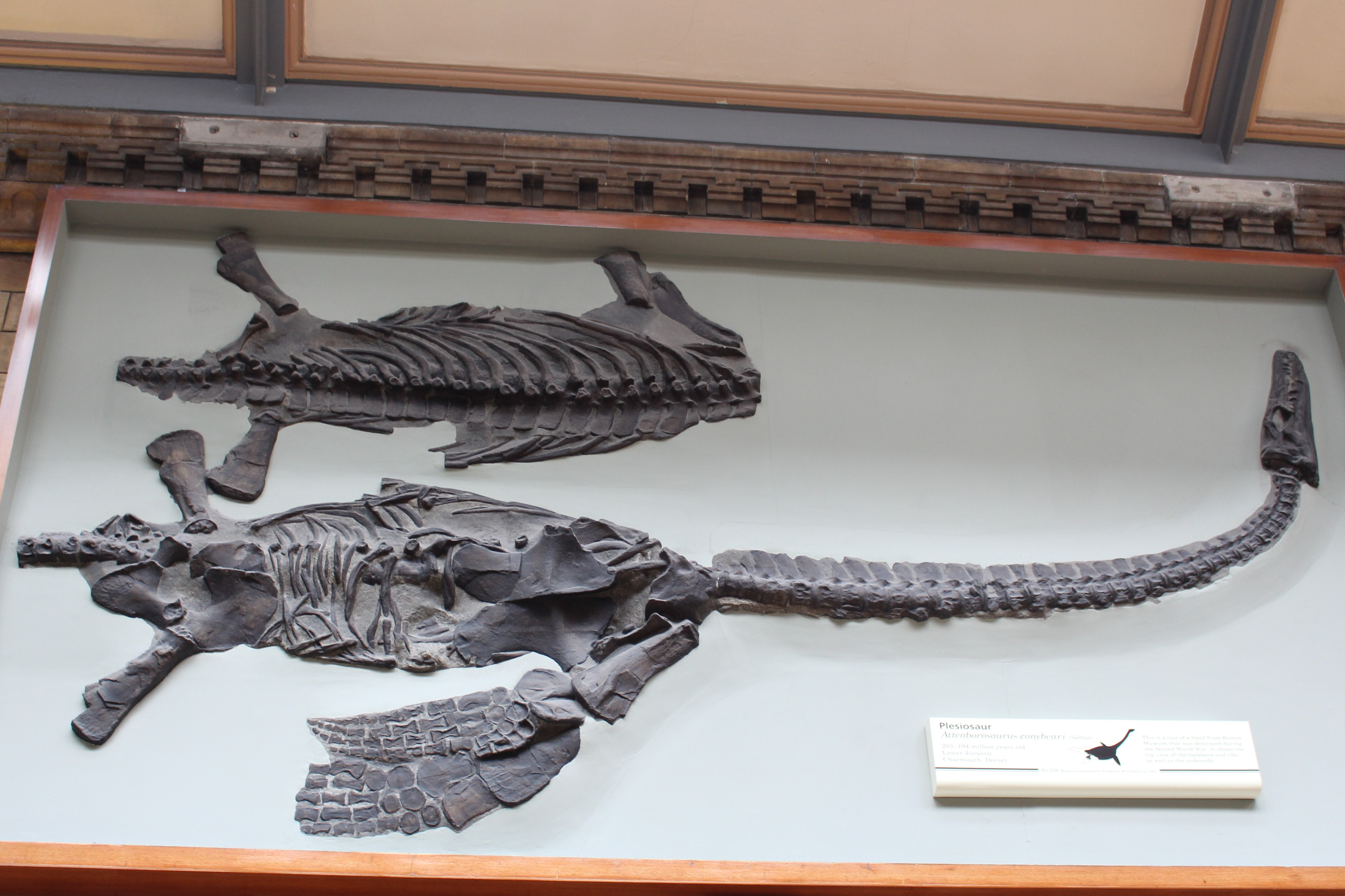
NHMUK PV R1339, een afgietsel van beide zijden van het fossiel van Attenborosaurus conybeari, plus van de schedel, in het Natural History Museum in Londen

De soort kreeg daarna weinig aandacht maar dat veranderde toen de Amerikaanse paleontoloog Robert Thomas Bakker in een fase van zijn veelzijdige carrière belangstelling opvatte voor plesiosauriërs. Hij had in 1988 bij het maken van de televisieserie Lost Worlds een hartelijk contact gehad met David Attenborough en besloot deze te eren door een geslacht naar hem te vernoemen. Attenborough was als kind al door plesiosauriërs gefascineerd geweest.
In 1993 benoemde Bakker de combinatio nova Attenborosaurus conybeari. Het geslacht is vernoemd naar Attenborough. Plesiosaurus conybeari is de typesoort van het geslacht. Opmerkelijk genoeg ontging het Attenborough in eerste instantie dat een geslacht naar hem vernoemd was. In zijn memoires verhaalt hij hoe tijdens een toevallige rondleiding in 1993 in het Natural History Museum tot zijn verbazing paleontologe Angela Milner hem vroeg of hij het exemplaar van Attenborosaurus wilde zien — I didn't know what she was talking about.

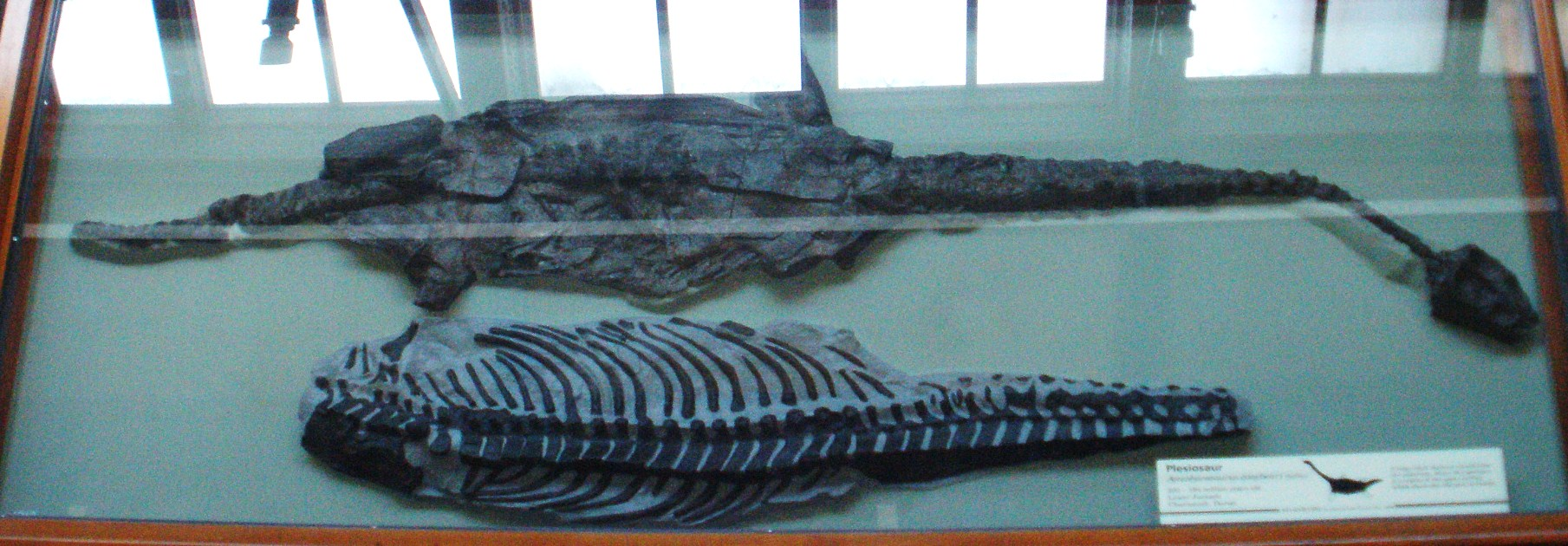
Afgietsels van specimen NHMUK PV OR 40140

Het plastotype is NHMUK PV R1339. Het toont een skelet met schedel van de onderzijde, en in een apart afgietsel de bovenzijde. De rechtervoorvin ontbreekt. Zeer uitzonderlijk was dat het origineel huidresten bewaarde, maar de delicate structuren zijn bij het afgietsel niet meer waarneembaar. Specimen NHMUK PV OR 40140, eerder gezien als het type voor Plesiosaurus laticeps, is aan de soort toegewezen. Richard Owen gebruikte de naam P. laticeps al in 1867, wat door Davies vermeld werd in een manuscript, maar publiceerde pas in 1882. Een combinatie "Attenborosaurus laticeps" zou dus geen prioriteit hebben.
Het Trinity College te Dublin heeft ook een afgietsel, specimen TCD.47763. Het is vermoedelijk door Sollas meegenomen toen hij in 1884 in Dublin ging werken. Dit is echter in de jaren vijftig zwaar beschadigd geraakt doordat het in stukken brak. De voorvinnen en delen van de romp ontbreken. Een derde afgietsel bezit het Department of Earth Science, van Oxford University.

## Beschrijving
Het plastotype van Attenborosaurus is 4,3 meter lang. De kop heeft een lengte van een halve meter. Gregory S. Paul gaf in 2022 op grond van toegewezen exemplaren een veel grotere lichaamsomvang van 7,2 meter bij een gewicht van 1,7 ton.
De kop is matig langwerpig met een vrij lange en robuuste snuit. De tanden zijn groot. De vinnen zijn groot, de achterste wat groter dan de voorste. De doornuitsteeksels van de borstwervels zijn hoog wat de romp een druppelvormig profiel in zijaanzicht moet hebben gegeven.
De wervelkolom telt zesendertig halswervels, drie borstwervels, twintig ruggenwervels, vier sacrale wervels en dertig staartwervels. De nek is 57% langer dan de romp, wat een hoge waarde is voor plesiosauriërs uit de vroege Jura.
De huid toont geen schubben, maar lengterichels wat de waterweerstand vermindert. Over het bekken bevonden zich rechthoekige structuren met drie evenwijdige richels. Zulke kenmerken zijn niet bekend van andere plesiosauriërs maar huidresten zijn extreem zeldzaam.

## Fylogenie
Eerst werd Attenborosaurus in de Pliosauridae geplaatst. Latere analyses echter plaatsten de soort veel basaler, zelfs buiten de Neoplesiosauria. Dat past goed bij de geologische ouderdom.